# Hrayr Mkoyan
Hrayr Hovhannes Mkoyan (en armenio: Հրայր Հովհաննեսի Մկոյան; Guiumri, Shirak, 2 de septiembre de 1986) es un futbolista armenio. Juega como defensa en el F. C. Van de la Liga Premier de Armenia.

## Selección nacional
Ha sido internacional 52 veces logrando anotar un gol.

### Goles internacionales
| # | Fecha               | Lugar                                                | Oponente | Gol | Resultado | Competición                         |
| - | ------------------- | ---------------------------------------------------- | -------- | --- | --------- | ----------------------------------- |
| 1 | 13 de junio de 2015 | Estadio Republicano Vazgen Sargsyan, Ereván, Armenia | Portugal | 2–3 | 2–3       | Clasificación para la Eurocopa 2016 |

## Clubes
| Club                          | País            | Año       | Partidos |
| ----------------------------- | --------------- | --------- | -------- |
| F. C. Shirak Gyumri           | Armenia         | 2005-2007 | 38       |
| F. C. Ararat Ereván           | Armenia         | 2007-2009 | 47       |
| Ulisses Ereván F. C.          | Armenia         | 2009      | 27       |
| F. C. Mika Ereván             | Armenia         | 2010-2011 | 47       |
| P. F. C. Spartak de Nalchik   | Armenia         | 2012      | 1        |
| F. C. Shirak Gyumri           | Armenia         | 2012-2013 | 18       |
| S. K. Dynamo České Budějovice | República Checa | 2013      | 7        |
| Gandzasar Kapan F. C.         | Armenia         | 2013-2014 | 11       |
| F. C. Shirak Gyumri           | Armenia         | 2014      | 13       |
| Esteghlal F. C.               | Irán            | 2014-2018 | 56       |
| F. C. Shirak Gyumri           | Armenia         | 2018      |          |
| F. C. Ararat-Armenia          | Armenia         | 2018      |          |
| Alashkert F. C.               | Armenia         | 2018-2019 |          |
| F. C. Shirak Gyumri           | Armenia         | 2019-2020 |          |
| F. C. Ararat Ereván           | Armenia         | 2020-2023 |          |
| F. C. Shirak Gyumri           | Armenia         | 2023-2025 |          |
| F. C. Van                     | Armenia         | 2025-     |          |

## Palmarés

### Títulos nacionales
| Título          | Club                | País    | Año  |
| --------------- | ------------------- | ------- | ---- |
| Copa de Armenia | F. C. Ararat Ereván | Armenia | 2008 |
| Copa de Armenia | F. C. Mika Ereván   | Armenia | 2011 |
| Copa de Armenia | F. C. Ararat Ereván | Armenia | 2021 |